# The Hunter (film, 2011)
Pour les articles homonymes, voir The Hunter.
Pour plus de détails, voir Fiche technique et Distribution.
The Hunter est un film dramatique australien de Daniel Nettheim sorti le 6 octobre 2011.

## Synopsis
En 2011 en Australie, un mercenaire, Martin David, est envoyé par une mystérieuse entreprise de biotechnologie, Red Leaf, capturer le dernier tigre de Tasmanie. Une mission qui remettra en cause son travail et sa morale.   

### L'histoire
La forêt de l'animal étant menacée de disparition, le héros se fait passer pour un biologiste pour approcher un groupe d'écologistes hostiles aux activités industrielles. Il rencontre ainsi Lucy Armstrong, la femme d'un homme ayant disparu dans la forêt 4 ans plus tôt après être parti également à la recherche du tigre, et ses 2 enfants. Sous couvert de pseudo-recherches, Martin part régulièrement traquer la bête dans les magnifiques paysages marécageux et brumeux de Tasmanie, s'appliquant à poser des pièges un peu partout, sans succès. Progressivement, le chasseur se lie d'amitié avec les enfants  et parvient à réconforter Lucy, profondément déprimée depuis la disparition de son compagnon. Un jour, il retrouve par hasard le squelette du pauvre homme, apparemment tué d'un coup de fusil. Martin se tait pour ne pas déstabiliser davantage Lucy mais a des doutes sur sa mission. Cette dernière s'éternisant, Red Leaf devient plus menaçant. Jack Mindy, le frère du mort, soupçonnant Martin d'être un imposteur, téléphone à la Faculté pour le démasquer. Cependant, il ignore que sa démarche va enclencher des représailles de la part de Red Leaf, qui a envoyé un tueur sur les trousses de Martin. Lucy et un des deux enfants décèdent alors dans l'incendie criminel de leur maison. Martin parvient à tuer son rival dans les bois. Pour empêcher la société de poursuivre sa mission criminelle, Martin s'emploie à débusquer l'animal mythique, quitte à mettre sa vie en jeu. Après de longues heures posté devant la caverne supposée de la créature, il le découvre à son réveil. Il le pourchasse alors jusque dans une clairière. Soudain, l'animal ne cherche plus à fuir et fait volte-face, résigné. Martin hésite tant la scène est surréaliste puis finit par l'abattre. Attristé par ces événements tragiques, il pleure sur son cadavre avant de le porter sur un bûcher.   
Plus tard, il revient prendre le jeune garçon rescapé, placé à ce titre dans un orphelinat. Muet depuis la disparition de son père, il accourt heureux vers le chasseur en criant son nom.

## Fiche technique
- Titre original : The Hunter
- Titre québécois : Le Chasseur
- Réalisation : Daniel Nettheim

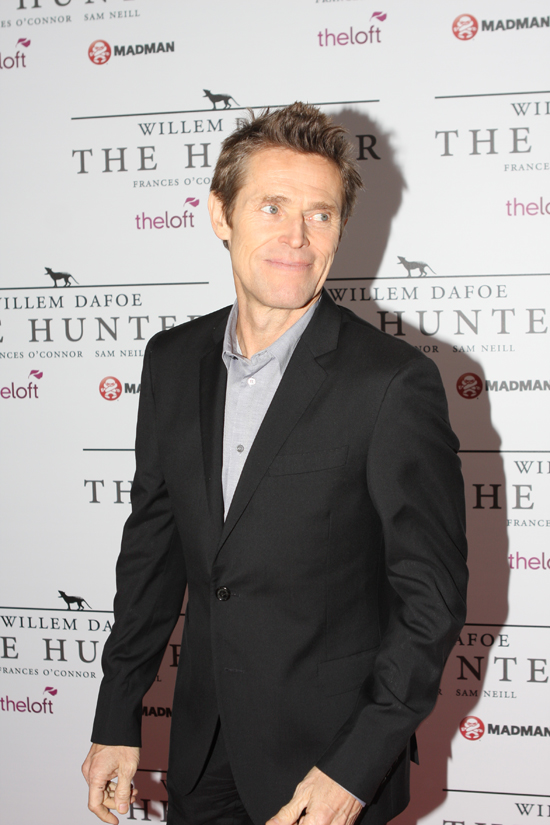
L'acteur principal Willem Dafoe à la première australienne du film, en septembre 2011.

- Scénario : Alice Addison, Wain Fimeri d'après Le Chasseur de Julia Leigh
- Direction artistique : Steven Jones-Evans
- Décors :
- Costumes :
- Photographie : Robert Humphreys
- Son :
- Montage : Roland Gallois
- Musique : Andrew Lancaster, Michael Lira, Matteo Zingales
- Production : Vincent Sheehan
- Société(s) de production :  Porchlight Films
- Société(s) de distribution :  Madman Entertainment
- Budget : 6,8 millions de dollars
- Pays d’origine :  Australie
- Langue : anglais
- Format : Couleurs - 35mm - 2.35:1 -  Son Dolby numérique
- Genre : Film dramatique
- Durée : 100 minutes
- Dates de sortie :
  -  Canada : 9 septembre 2011 (Festival international du film de Toronto)
  -  Australie : 6 octobre 2011

## Distribution
- Willem Dafoe (V. F. : Jean-Michel Vovk) : Martin David
- Sam Neill (V. F. : Lionel Bourguet) : Jack Mindy
- Frances O'Connor : Lucy Armstrong
- Sullivan Stapleton :
- Dan Wyllie :
- Callan Mulvey :
- Jacek Koman :

Source et légende : Version française (V. F.) selon le carton du doublage français du DVD zone 2

## Distinctions

### Récompenses
- Australian Academy of Cinema and Television Arts Awards 2012 : Meilleure photographie et meilleure musique

## Réception
The Hunter reçoit en majorité des critiques positives. L'agrégateur Rotten Tomatoes rapporte que 80 % des 15 critiques ont donné un avis positif sur le film, avec une moyenne passable de 6,5/10 .